# Трезня
Трезня (рум. Treznea) — село у повіті Селаж в Румунії. Адміністративний центр комуни Трезня.
Село розташоване на відстані 376 км на північний захід від Бухареста, 9 км на південний схід від Залеу, 52 км на північний захід від Клуж-Напоки.

## Населення
За даними перепису населення 2002 року у селі проживали 735 осіб. Усі жителі села рідною мовою назвали румунську.
Національний склад населення села:
| Національність | Кількість осіб | Відсоток |
| -------------- | -------------- | -------- |
| румуни         | 674            | 91,7%    |
| цигани         | 59             | 8,0%     |